# Joana da Silva Guedes de Brito
Joana da Silva Caldeira Pimentel Guedes de Brito (c.1700-1762) foi uma personagem histórica bahiana, filha de Isabel Guedes de Brito e do coronel Antônio da Silva Pimentel.
Herdeira de grande fortuna, casou-se com D. João de Mascarenhas, da família do marquês de Fronteira, filho do conde de Coculim. Enviuvando, Joana casou com marido muito mais jovem, pois nascido em 1715: D. Manuel de Saldanha da Gama, filho de João de Saldanha da Gama (19.3.1674-5.5.1752), 41º vice-rei da Índia, casado em Lisboa, na freguesia da Ajuda, em 9 de Dezembro de 1703, com Joana Bernarda de Noronha e Lancastre (nascida em 28.12.1686). O irmão primogênito de Manuel foi Luis de Saldanha da Gama Melo Torres, 4º conde da Ponte (nascido em 9.12.1704); outro irmão foi D. Francisco de Saldanha da Gama (20.5.1713-1.11.1776) terceiro cardeal patriarca de Lisboa.
Era tamanha a fortuna de Joana, senhora de extensíssimas terras e de muito gado que saía do sertão baiano para abastecer as minas do ouro, que até hoje seus dois casamentos são mencionados como exceção à regra de que fidalgos portugueses não casavam com senhoras brasileiras - vide o caso de D. Brás Baltazar da Silveira, por exemplo, ao tomar posse em São Paulo do governo de São Paulo e Minas do Ouro.
Manuel, ao enviuvar em 1762, voltou a Portugal, casando-se outra vez em Lisboa, Santos o Velho em 28.4.1771 com Francisca Joana Josefa da Câmara (27.12.1740-?)(viúva de Luiz José Correa de Sá, e mãe do 5.° Visconde de Asseca, de quem teria finalmente descendência. Pode vender o enorme solar da esposa com carta régia de autorização em 1770 para pagar as dívidas. A fortuna foi-se dissipando, passando depois para os herdeiros dos conde da Ponte, pois um dos seus filhos seria o 6º conde da Ponte, herdeiro do tio acima.
Nele até hoje se ergue em Salvador a Capela da Nossa Senhora da Piedade.